# Bodianus bathycapros
Bodianus bathycapros Gomon, 2006 è un pesce di acqua salata appartenente alla famiglia Labridae.

## Habitat e distribuzione
Proviene dalle barriere coralline delle Hawaii, nell'oceano Pacifico. È una specie tipica delle acque profonde; infatti nuota a profondità che variano dai 165 ai 256 m.

## Descrizione
Presenta un corpo compresso lateralmente, alto e non troppo allungato, con la testa dal profilo appuntito e gli occhi piccoli. La livrea negli adulti è rosata con diverse macchie rosse, mentre le pinne sono gialle. Non supera i 45,6 cm.

## Riproduzione
È oviparo e la fecondazione è esterna. Non ci sono cure verso le uova.

## Conservazione
Questa specie viene classificata come "a rischio minimo" (LC) dalla lista rossa IUCN perché non sembra essere minacciata da particolari pericoli; è diffusa in alcune aree marine protette.